# 亞泰蒂德爾瓜伊拉
亞泰蒂德爾瓜伊拉（西班牙語：Yataity del Guairá），是巴拉圭的城鎮，位於該國東南部，由瓜伊拉省負責管轄，始建於1851年，面積111平方公里，2002年人口1,815，人口密度每平方公里16.35人。